# Соло: Прича Ратова звезда
Соло: Прича Ратова звезда (енгл. Solo: A Star Wars Story) је амерички научнофантастични филм из 2018. године, који се фокусира на Хана Сола, лика из Ратова звезда, а у филму се такође појављују и ко-протагонисти оригиналне трилогије, Чубака и Лендо Калризијан. Режију потписује Рон Хауард, продукцију је радио Лукасфилм, дистрибуцију студио Волт Дизни, и ово је други антологијски филм из серијала, после филма Одметник-1 (2016). Насловну улогу тумачи Олден Еренрајх, док су у осталим улогама Вуди Харелсон, Емилија Кларк, Доналд Гловер, Тандивеј Њутон, Фиби Валер-Бриџ, Џонас Суотамо и Пол Бетани. Филм истражује ране авантуре Хана Сола и Чубаке, који се придружују пљачки у криминалном подземљу, 10 година пре догађаја из Ратова звезда.
Креатор Ратова звезда, Џорџ Лукас, почео је развој преднаставка о Хану Солу 2012. године, када је најавио да ће Лоренс Касдан написати сценарио. Након што је Лукас продао Лукасфилм компанији Дизни те године, Касдан је унајмљен да напише сценарио за филм Ратови звезда: Буђење силе (2015), остављајући свог сина Џонатана да напише сценарио за овај филм. Снимање је почело у јануару 2017. под режијом Фила Лорда и Кристофера Милера. Њих двојица су отпуштени у јуну исте године, због „креативних разлика” са Лукасфилмом и Хауард је унајмљен као њихова замена. Са процењеним буџетом од 275 милиона долара, ово је један од најскупљих филмова икада снимљених.
Филм је реализован 25. маја 2018. године и добио је углавном позитивне критике од стране критичара, који су похвалили глуму, специјалне ефекте, музику и акционе сцене, али су критиковали причу и сценарио. Први је филм из саге Ратови звезда који није остварио комерцијални успех, зарадивши преко 393 милиона долара широм света, што га чини најнеуспешнијим играним филмом из серијала. Номинован је за награду Оскар у категорији за најбоље визуелне ефекте.

## Радња
На планети Корелија, деца без родитеља су приморана да краду како би преживели. Младић Хан и девојка Кира беже из локалне банде и подмићују империјалног официра украденим коаксијумом да их пусти кроз терминал. Хан успева да побегне, али Кира бива ухваћена пре него што је успела да се укрца. Хан се заклиње да ће се вратити по њу, па се придружује морнарици Империје. Када га приликом регрутовања официр пита за презиме, Хан објашњава да је сам, без породице, тако да му официр даје презиме „Соло”.
Три године касније, Хан служи као пешадинац на Мимбану, након његовог протеривања из Империјалне летачке академије због непослушности. Наилази на групу криминалаца који су се представљали као империјални војници, предвођени Тобајасом Бекетом. Хан покушава да уцени Бекета како би га овај пустио да се придружи банди, али Бекет га заробљава и баца у јаму како би нахранио затвореника Вукија по имену Чубака. Способан да разуме Чубакин језик, Хан га наговара на сарадњу како би побегао. Бекет, свестан корисности Вукијеве снаге, спасава их и убацује у банду како би украли пошиљку коаксијума на Вандору-1. План пропада када Клауд Рајдерси, група пљачкаша коју предводи Енфис Нест, стигну да отму пошиљку. Настали хаос доводи до уништења коаксијума и смрти Бекетове супруге Вал и другог члана посаде, Рија.
Бекет открива да му је наређено да украде пошиљку за Драјден Воса, високог криминалног шефа из синдиката Гримизна зора. Хан и Чубака добровољно му помажу да му украду још једну пошиљку за отплату дуга, тако да га Вос неће убити. Путују до Восове јахте где Хан проналази Киру, која се придружила Гримизној зори као Восова највиша поручница. Хан предлаже ризичан план за крађу нерафинисаног коаксијума из рудника на Кеселу; Вос одобрава, али инсистира да Кира прати тим. Она их води до Ленда Калризијана, кријумчара и пилота, за којег се нада да ће им позајмити његов брод, Миленијумски соко. Хан изазива Ленда на игру сабака, при чему је улог Лендоов брод. Лендо вара како би победио, али пристаје да се придружи мисији у замену за удео у добити.
Након што су стигли до Кесела у Соколу и инфилтрирали се у рудник, Лендоов дроид копилот Л3-37 подстиче побуну робова. У насталој конфузији они краду коаксијум, али Л3 је смртно оштећен и Лендо је рањен током бекства. Уз помоћ навигационог рачунара Л3, постављеног у бродске системе, Хан пилотира бродом кроз опасну и неистражену путању Кесел како би избегао империјалну блокаду. Соко, тешко оштећен, слеће на планету Саварин да обради коаксијум.
Енфисова стиже, пратећи тим из Вандора, и Ландо одлази у Соколу, напуштајући све остале. Енфисова открива да су она и њена посада побуњеници који покушавају да узврате ударе на синдикате и Империју. Хан постаје наклоњен њиховом циљу и покушава да превари Воса, који открива да га је Бекет већ упозорио на двоструку превару. Вос шаље своје стражаре да убију Енфисову, али Клауд Рајдерси их савладају, остављајући Воса без одбране. Предвидевши Восову стратегију, Хан покушава да заузме коаксијум, али Бекет издаје Воса и бежи са њим, узимајући Чубаку за таоца. Кира убија Воса и шаље Хана за Бекетом. Она контактира Восовог надређеног, Дарт Мола, како би га обавестила о неуспеху мисије, за шта она криви Бекета. Мол наређује Кири да се састане са њим на Датомиру.
Хан се суочава са Бекетом и пуца у њега пре него што овај успе да узврати ватру. Кира одлази Восовом јахтом, док Хан и Чубака дају коаксијум Енфисовој, која нуди Хану прилику да се придружи побуни против Империје. Он одбија, а она му даје бочицу са коаксијумом, довољну за куповину сопственог брода.
Хан и Чубака проналазе Ленда и изазивају га на реванш у сабаку, још једном се кладећи у Сокола. Овога пута Хан побеђује у фер игри пошто је Ленду украо скривену карту коју је овај раније користио како би преваром дошао до победе. Хан и Чубака потом одлазе на Татуин како би пронашли криминалног лорда којег је раније споменуо Бекет, који припрема велики, профитабилан посао.

## Улоге
| Глумац          | Улога                |
| --------------- | -------------------- |
| Олден Еренрајх  | Хан Соло             |
| Вуди Харелсон   | Тобајас Бекет        |
| Емилија Кларк   | Кира                 |
| Доналд Гловер   | Лендо Калризијан     |
| Тандивеј Њутон  | Вал Бекет            |
| Фиби Валер-Бриџ | Л3-37                |
| Џонас Суотамо   | Чубака               |
| Пол Бетани      | Драјден Вос          |
| Ерин Келиман    | Енфис Нест           |
| Реј Парк        | Дарт Мол             |
| Џон Фавро       | Рио Дурант (глас)    |
| Линда Хант      | леди Проксима (глас) |

## Пријем
Филм је добио веома добре критике од публике и критичара. Сајт Ротен томејтоуз му је дао рејтинг 70% и просечну оцену 6,4/10. Критичари су посебно хвалили глуму Еренрајха и Гловера, специјалне ефекте и акционе сцене, али су неке делове приче сматрали предвидивим. Филм је широм света зарадио 393 милиона долара и због тога је први филм из серијала Ратови звезда, који се сматра комерцијалним неуспехом.